# Pierre Fabre
Pierre Jacques Louis Fabre (Castres, 16 de abril de 1926 - Lavaur, 20 de julio de 2013) fue un farmacéutico francés, fundador de los Laboratorios Pierre Fabre, uno de los tres grupos farmacéuticos de mayor tamaño en Francia. En 2010, recibió la Gran Cruz de Honor de la Legión de Honor de su país.

## Historia
Después de investigar sobre las acciones beneficiosas para la piel del Ruscus aculeatus (una planta muy común en la región castrense), Pierre Fabre fundó su propio laboratorio en 1961 al lanzar al mercado el primer venotónico de origen natural, el Cyclo3. En 1963 compró los laboratorios INAVA reforzando su posición en productos de salud. Dos años más tarde, adquiere los laboratorios Klorane, entrando de esta forma en el mercado de la dermocosmética. Esta estrategia continúa con la adquisición de marcas prestigiosas del mundo de la farmacia y la parafarmacia, como Ducray en 1969, Galénic en 1977 y René Furterer en 1978.
Pierre comenzó su internacionalización con la implantación de filiales en diferentes países, siendo las primeras España, Italia y Alemania. También adquirió a nivel internacional los laboratorios americanos Génesis en 2002 y la empresa brasileña Laboratorios Darrow, especializada en productos de oncología y dermoscosmética.
Pierre Fabre fue uno de los personajes más destacados del sector farmacéutico francés, llegando a ser la persona más poderosa de los Midi-Pyrénées, teniendo bajo su cargo más de 10.000 empleados, 4.000 de los cuales residen en Francia.
La mayor parte de los centros de producción y centros de decisión están situadas en las regiones de Tarn y Midi-Pyrénées. Era dueño de un manantial en Avène-les-bains desde los años 70, el cual en estos momentos es una de las estaciones termales más prestigiosa del mundo en el ámbito de la dermatología.
En 2008 cedió el 71% del Grupo Laboratorios Pierre Fabre a la Fundación Pierre Fabre, la cual fue reconocida de ‘Utilidad Pública’ por el estado francés, quedando bajo su propiedad el 29% restante del grupo.
Siguió siendo el presidente de los Laboratorios Pierre Fabre y de la Fundación Pierre Fabre hasta su fallecimiento.

## Distinciones honoríficas
- Gran Oficial de la Orden de la Legión de Honor (06/11/1998).[3]
- Caballero Gran Cruz de la Orden de la Legión de Honor (31/12/2009).[3]